# فرنسيس ماريون بينون
فرنسيس ماريون بينون (بالإنجليزية: Francis Marion Beynon)‏ (26 مايو 1884 في كندا - 5 أكتوبر 1951، وينيبيغ في كندا)؛ روائية .